# Josip Badalić
Josip Badalić (Deanovec, 7. lipnja 1888. – Križ, 11. kolovoza 1985.), hrvatski književni povjesničar, slavist
Filozofski fakultet polazio je u Zagrebu, a studij je nastavio u Berlinu. Kao pričuvni poručnik dospio je u rusko zarobljeništvo 1915. godine i bio nastavnik u Zemljansku (Rusija). Zaposlio se u Sveučilišnoj knjižnici u Zagrebu, a od 1945. bio je profesor ruske književnosti, o hrvatskim vezama s ruskom književnošću, istraživao i opisivao inkunabule u Hrvatskoj i Sloveniji, pisao o starim hrvatskim knjigama i o bibliotekarstvu, a objavljivao je i putopise. 
Josip Badalić umro je i pokopan je u Križu, gdje i danas postoji dom kulture koji nosi njegovo ime.